# Emotivna luda
Emotivna luda es el octavo álbum de Ceca, destacada cantante serbia, publicado en el año 1996. Contiene las siguientes canciones:

## Canciones
1. Kad bi bio ranjen
2. Rodjen sa greškom
3. Zabranjeno pušnje
4. Mrtvo more
5. Neodoljiv-neumoljiv
6. Ličis na moga oca
7. Doktor
8. Usnule lepotice
9. Isuse

- Datos: Q3392936